# Casa Negra
Casa Negra (Black House) es una novela de terror escrita por Stephen King y Peter Straub. Fue publicada originalmente en 2001, sirviendo como secuela a El talismán. Se planea la publicación de un tercer libro.

## Sinopsis
Jack Sawyer es un detective de Los Ángeles que se retira para vivir en el pueblo de French Landing, Wisconsin. Veinte años atrás, Sawyer había viajado a un universo paralelo llamado Los Territorios, pero no conservaba recuerdo alguno de estos hechos. Tras su llegada, el pueblo es atormentado por los crímenes de un asesino apodado "el Pescador", debido a las similitudes de sus acciones con las de Albert Fish. Tras las súplicas de varias personas que conocían su trabajo como detective, Sawyer decide ayudar en el caso a pesar de su retiro.

## Personajes
- Jack Sawyer: Detective retirado que se muda al pueblo de French Landing tras resolver el caso de Thornbery Kinderling. Es el principal nexo entre los libros El talismán y Casa Negra, ya que protagoniza ambos. En El talismán viaja a un universo paralelo llamado Los Territorios. Tras experimentar algunas alucinaciones relacionadas con plumas y huevos de petirrojo, acepta ayudar en el caso del Pescador.
- Dale Gilbertson: Es el jefe de policía de French Landing y, por lo tanto, está a cargo del caso del Pescador. Conoció a Sawyer durante el caso Kinderling y le ayudó a conseguir una casa en French Landing. Debido a su responsabilidad en el caso del asesino, es el principal blanco de las críticas por parte de los medios de comunicación.
- Henry Leyden: Es el tío ciego de Dale Gilbertson y viudo de Rhoda. Trabaja como dj, locutor de radio y comentarista deportivo, utilizando las personalidades de George Rathburn, la Rata de Winsonsin, Henry Shake, Stan el Sinfónico, entre otros. Se vuelve amigo de Jack Sawyer, a quien ayuda en el caso del Pescador.
- Tyler Marshall: Niño de 10 años, hijo de Fred y Judy Marshall. Es la cuarta víctima del Pescador. Sin embargo, el asesino lo mantiene con vida, como prisionero. El principal objetivo en la investigación de Jack Sawyer es rescatarlo con vida.
- Judy Marshall: Madre de Tyler y esposa de Fred. Judy sufre un ataque tras la desaparición de su hijo y es llevada al Hospital Luterano del Condado de French. A pesar de su estado mental, Jack Sawyer la ve como una pieza clave dentro de su investigación. Judy tiene una gemela llamada Sophie en Los Territorios.
- Wendell Green: Reportero que inventó el sobrenombre del Pescador. Critica abiertamente a la policía de French Landing, especialmente a Dale Gilbertson, sobre su accionar en el caso del asesino. Su comportamiento genera la desaprobación de varias personas, incluyendo a Sawyer y los Cinco del Trueno.
- Charles Burnside: Nombre utilizado por Carl Bierstone (el Pescador), un anciano que vive en el centro Maxton. Posee la habilidad de transportarse a cualquier lugar, de esta manera puede atrapar a sus víctimas y eludir a la policía. Fue quien ordenó construir la Casa Negra, lugar donde mantiene como prisionero a Tyler Marshall.
- Cinco del Trueno: Banda de motoristas conformada por Beezer (Armand Saint Pierre), Doc (Reginald Amberson), Mouse Baumann, Káiser Bill (William Strasssner) y Sonny (Hubert Cantinaro). A pesar de su comportamiento, todos los miembros poseen estudios universitarios; se dedican además a producir su propia cerveza, llamada Kingsland. Se unen a la investigación de Jack Sawyer luego que la hija de Beezer fuera asesinada por el Pescador.

## Conexiones con otras obras de King
- El Talismám:

Casa Negra es la segunda parte de Jack Sawyer, por tanto la conexión más fuerte que hay es con la primera obra entre King y Straub.
- Las Hermanitas de Eluria:

Cuando Jack viaja a los Territorios a través de Judy, acaba en frente de una estructura perteneciente a las Hermanitas, y que la gente que vive en esa parte de los Territorios suele evitar esa parte.
- La Torre Oscura:

Se hace referencia al viaje de Roland Deschain, a la creación de nuevos pistoleros cómo Eddie Dean, Susannah Dean, y Jake Chambers, y el lugar dónde habitan los disgregadores en el último tomo de la serie
- Corazones en la Atlántida:

El señor Munshun menciona a Ted Brautigan cuando el equipo de Jack Sawyer viaja a salvar a Tyler.